# Cosmophasis obscura
Cosmophasis obscura là một loài nhện trong họ Salticidae.
Loài này thuộc chi Cosmophasis. Cosmophasis obscura được Eugen von Keyserling miêu tả năm 1882.